# Річард Кренна
Річард Дональд Кренна (англ. Richard Donald Crenna, 30 листопада 1926 — 17 січня 2003) — американський кіно-, теле- та радіоактор. Найвідоміші ролі в таких кінофільмах, як «Дочекайся темряви», «Жар тіла», перші три фільми «Рембо» та «Гарячі голови! Частина 2». Був номінований на премію «Золотий глобус» за головну роль у фільмі «Справа Річарда Бека».

## Біографія
Річард народився 30 листопада 1926 у Лос-Анджелесі. Батько — Домінік Ентоні Кренна, фармацевт, мати — Едіт Кренна, була менеджером готелю в Лос-Анджелесі, обидва були італійського походження. Річард навчався у початковій школі Вірджіла, потім у середній школі Белмонта в Лос-Анджелесі, після чого він вступив до університету Південної Каліфорнії на спеціальність театрального мистецтва.
Перша роль була зіграна на радіо в 1946 році в шоу «Побачення з Джуді»
Кренна страждав від раку підшлункової залози в останні роки свого життя, але він помер від серцевої недостатності в 2003 році. Його останки були кремовані.

## Фільмографія
- 1966 — Піщана галька (Канонерка)
- 1979 — Смертельно незворушний
- 1979 — Краще пізно, ніж ніколи
- 1982 — Рембо: Перша кров
- 1985 — Рембо: Перша кров, частина II
- 1985 — Літо напрокат
- 1988 — Рембо ІІІ
- 1989 — Левіафан
- 1993 — Гарячі голови! Частина 2
- 1995 — Сабріна
- 1995 — Нефрит
- 1998 — Помилково звинувачений